# Sphaerodactylus heliconiae
Sphaerodactylus heliconiae — вид геконоподібних ящірок родини Sphaerodactylidae. Ендемік Колумбії.

## Поширення і екологія
Sphaerodactylus heliconiae мешкають у нижній течії Магдалени на півночі Колумбії. Вони живуть у сухих і вологих рівнинних тропічних лісах та на болотах, серед опалого листя.

## Збереження
МСОП класифікує стан збереження цього виду як близький до загрозливого. Sphaerodactylus heliconiae загрожує знищення природного середовища. 